# Raiza Martin
Raiza Martin, de San Francisco, és una gerenta de producte sènior especialitzada en intel·ligència artificial (IA) a Google Labs. És coneguda principalment per liderar l'equip darrere de NotebookLM de la mà amb l'autor de divulgació científica Steven Johnson, la qual es tracta d'una eina de recerca assistida per IA que inclou funcions innovadores com "Audio Overviews". Està llicenciada en Arts Liberals, Estudis d'Extensió, cum laude, Economia i menor en Governació a Hardvard.

## Experiència Professional
Raiza Martin compta amb una àmplia i diversa experiència professional en gestió de productes, èxit del client i consultoria, abastant una varietat d'indústries i rols.

### Carrera a Google (2019-2024)
Raiza va treballar durant 5 anys i mig a Google. Ha treballat  a Senior Product Manager, on liderava el desenvolupament de nous productes de notícies per a consumidors en Mobile, Web i over-the-top (OTT). En aquesta posició, s'enfocava en els client per definir la visió del producte, el full de ruta i els requisits per a nous productes. També definia mètriques clau d'èxit i treballava amb equips multifuncionals per garantir l'alineació i l'èxit del producte. Abans d'aquest rol, Raiza va treballar com a Customer Success Manager a Google durant sis mesos. En aquest paper, es va centrar en la millora de les interaccions dels usuaris amb els seus productes, el desenvolupament d'estratègies per reduir la rotació i l'augment de l'engagement. També va liderar els esforços de creixement i va gestionar canvis significatius a l'aplicació. Durant aquest temps, va liderar diversos projectes relacionats amb la IA. En primer lloc, va ser la responsable de producte d'AI Test Kitchen, un dels primers projectes d'IA llançats per Google. Posteriorment, va liderar el desenvolupament de NotebookLM des dels seus inicis com a projecte experimental fins a convertir-se en un producte consolidat.
NotebookLM va començar com un projecte del 20% del temps a Google Labs. Sota el lideratge de Martin, l'eina va evolucionar ràpidament. Es va llançar inicialment el juliol de 2023 com a part de Google Labs.Utilitza el model d'IA Gemini 1.5 per oferir funcions avançades de generació de contingut i resums automatitzats.A més, d'haver aconseguit una gran acceptació, integrant-se en milions de fluxos de treball.
A finals de 2024, Raiza Martin va anunciar la seva sortida de Google per emprendre un nou projecte propi. Tot i que no s'han revelat molts detalls, Martin va mencionar que està en les etapes inicials de crear "alguna cosa innovadora" juntament amb els seus companys Jason Spielman i Stephen Hughes.

### Ma Mere Skincare (2017-2020)
Abans d'unir-se a Google, Raiza va ser cofundadora de Ma Mere Skincare, una marca de cura de la pell dirigida a mares recents. Inspirant-se en la seva pròpia experiència com a mare recent, Raiza va identificar la necessitat d'un producte que abordés les necessitats específiques de la pell de les mares després del part. Va liderar tots els aspectes del negoci, des de la investigació i el desenvolupament fins a la creació de la marca, el llançament i la comercialització. En cinc anys, Ma Mere Skincare va aconseguir més de 1.800 unitats venudes i $25.000 en ingressos.

### Experiència prèvia
Va treballar com a Product Manager per Startups Ignite, on va ajudar a les startups a desenvolupar les seves estratègies de llançament. També va treballar com a consultora per a Me3, on va liderar els esforços per impulsar el creixement a través de l'engagement i la retenció dels usuaris. A Milofy, va dissenyar una experiència d'usuari millorada per a una xarxa social i va dirigir el llançament de dues versions del producte. La seva primera experiència professional va ser com a Customer Success Manager a Mylio LLC, on va liderar els esforços de l'equip en la retenció, la satisfacció i l'engagement dels clients.

## Impacte i reconeixement
El treball de Martin amb NotebookLM ha rebut un ampli reconeixement. De fet, aquesta eina ha estat comparada amb ChatGPT pel seu impacte en el camp de la intel·ligència artificial generativa. A més, NotebookLM ha inspirat el desenvolupament d'altres productes similars, com GenFM d’ElevenLabs i PlayNote de PlayAI. Finalment, Martin ha subratllat la importància dels comentaris dels usuaris en el procés de desenvolupament, destacant que són clau per assolir un producte òptim.